# Hyaenosa
Hyaenosa là một chi nhện trong họ Lycosidae.